# 东陵连嚣子发
东陵连嚣子发（？—？），羋姓，昭氏，字子發，战国时期楚国的王族，高祖父楚昭王，曾祖父坪夜君子良，祖父郚公子春。父親司马子音，兄長蔡公子家。
包山二號楚墓竹簡中有东陵连嚣子发，是為墓主昭佗叔父。他大約在楚宣王時期（前369年—前340年）担任东陵连嚣。子发最後是病死。
传世文献《列女传》记载他率軍和秦國（一說蔡國）作戰，士兵分吃豆粒充飢，他整天好吃好喝。戰爭勝利後，他的母親不讓他回家。後來，他檢討錯誤後，其母才允許他回家。